# Juan Buceta
Juan Luis Buceta Pérez (Montevideo, 20 marzo 1927 – Montevideo, 19 dicembre 2017) è stato un pallanuotista uruguaiano che ha partecipato alle Olimpiadi estive del 1948.